# Rebecca St. James
Rebecca St. James (* 26. července 1977 v Sydney v Austrálii jako Rebecca Jean Smallbone) je americká křesťanská zpěvačka, textařka, spisovatelka a herečka australského původu, několikanásobná držitelka Dove Award a Grammy Award.
Je známou aktivistkou hnutí pro-life a propagátorkou sexuální abstinence mladistvých, což se promítá i do její tvorby. Mezi její nejslavnější hity patří písně Wait for me a God.
V roce 2009 vyšel pro-life film Sarah's choice, v němž ztvárnila hlavní roli.
V České republice vystupovala v roce 2007 na Celostátním setkání mládeže v Táboře.

## Život
Narodila se v australském Sydney jako nejstarší ze sedmi dětí Davida a Helen Smallboneových (má jednu sestru a 5 bratrů). Její otec byl organizátorem křesťanských koncertů, vlastnil nahrávací společnost a hudební obchod.
Rebecca začínala zpívat v baptistickém chrámovém sboru. Jako počátek její vlastní hudební kariéry se počítá rok 1990, kdy zahajovala australskou show Carmanova turné. V roce 1991 pak vydala své první album „Refresh My Heart“, u tohoto nezávislého alba ještě použila jméno Rebecca Jean. Krátce poté dostal její otec pracovní nabídku z USA a rodina se tam přestěhovala, částečně kvůli této nabídce, hlavně ale kvůli možnostem, který tento přesun skýtal Rebečině umělecké kariéře. Uzavřela smlouvu s nahrávací společností ForeFront Records a začala používat umělecké jméno Rebecca St. James.
Na rodinu krátce po přestěhování do USA dopadly těžké časy: otcovo australské podnikání nepřežilo jeho nepřítomnost a zkrachovalo a on zároveň ztratil své americké zaměstnání, což zanechalo rodinu, čekající dalšího potomka, ve velmi obtížné situaci. Otec tehdy založil úklidovou firmu a celá rodina se podílela na jejím chodu: uklízela po domech a upravovala zahrady a trávníky.
V roce 1994 vydala Rebecca své první album u společnosti ForeFront Records: Rebecca St. James.
V roce 2007 vystoupila také v České republice na Celostátním setkání mládeže v Táboře na charitativním koncertě pro Haiti.